# 青龙镇 (建水县)
青龙镇，是中华人民共和国云南省红河哈尼族彝族自治州建水县下辖的一个乡镇级行政单位。

## 行政区划
青龙镇下辖以下地区：
青龙村、老里硐村、排楼坡村、中寨村、水塘寨村和业租村。